# Michel-Hervé Julien
Michel-Hervé Julien (Penhars, 10 janvier 1927 - Paris 4e, 21 septembre 1966) est un ornithologue français et l'un des pionniers de la protection de la nature en France. Il est aussi le fondateur de la Société pour l'étude et la protection de la nature en Bretagne (SEPNB, aujourd'hui Bretagne vivante - SEPNB).

## Biographie
Né dans une famille de musiciens originaires du Pays Bigouden, en Bretagne, il commence lui aussi sa carrière dans le domaine musical : il a vingt-cinq ans quand, en octobre 1952, il est nommé adjoint d'enseignement de musique au lycée de Quimper. Il s'y liera très tôt d'une solide amitié avec un jeune adjoint d'enseignement de sciences naturelles, Albert Lucas.
Contrairement à ce dernier, Michel-Hervé Julien n'a pas de véritable formation scientifique. Il est en revanche un naturaliste passionné, passion qu'il a notamment contractée dès l'adolescence sur l'île d'Ouessant où sa famille a des attaches. Dans cet environnement, son intérêt s'est surtout porté sur les oiseaux de mer et les migrateurs. Il a d'ailleurs très tôt obtenu auprès du Muséum national d'histoire naturelle l'autorisation de baguer les oiseaux. Dès 1948, son expérience en la matière sera suffisante pour qu'il publie les résultats de ses observations dans L'Oiseau et la revue française d'ornithologie, journal de la Société ornithologique de France.
Les deux amis multiplient les sorties naturalistes dans la région de Quimper et dans les grands milieux naturels de la région (baie d'Audierne, Cap Sizun...) et, très vite, y entraînent leurs classes du lycée avec l'assentiment de Marcel Gautier, leur inspecteur d'académie, géographe de formation et fondateur en 1952 du Cercle des géographes du Finistère. Julien et Lucas le convaincront d'élargir le champ d'intérêt aux préoccupations naturalistes.